# Mi Mi Mi
„Mi Mi Mi“ е десети сингъл на руската поп група Серебро. Издаден е на 14 юни 2013 г.

## Обща информация
„Mi Mi Mi“ е издаден на 14 юни 2013 г. в Русия като дигитален даунлоуд, докато премиерата на видеоклипа е няколко дни по-рано – на 10 юни. Към март 2017 г. има над 100 млн. гледания в YouTube. Въпреки че не е с комерсиален успех по света, бавно печели популярност със своята лятна атмосфера. Песента е пускана в много клубове по света, както и във филми и телевизионни предавания, особено в Южна Корея.

## Позиции в класациите
| Класация (2013)                         | Най-добра позиция |
| --------------------------------------- | ----------------- |
| България (Singles Top 40)               | 7                 |
| Италия (FIMI)                           | 11                |
| Япония                                  | 88                |
| Нидерландия                             | 8                 |
| САЩ (Billboard Hot 100)                 | 98                |
| Южна Корея (Gaon International Singles) | 18                |

## В киното
Песента е използвана във филма „Шпиони“ (2015), пускана в клуба, когато Сузана разбира, че Лия е тази, която предлага бомбата.